# Nectopsyche fuscomaculata
Nectopsyche fuscomaculata is een schietmot uit de
familie Leptoceridae. De soort komt voor in het Neotropisch gebied.